# Зак, Исидор Аркадьевич
Иси́дор Арка́дьевич Зак (при рождении Иси́дор Аро́н-Шо́елевич Зак; 1 (14) февраля 1909, Одесса — 16 августа 1998, Новосибирск) — советский российский дирижёр, музыкальный педагог. Народный артист СССР (1976). Лауреат Сталинской премии второй степени (1948).

## Биография
Исидор Зак родился 1 (14) февраля 1909 года в Одессе, в семье черняховского мещанина Арона-Шоеля Гецелевича Зака (1877—?) и таганрогской мещанки Рахили Мордуховны Зак (в девичестве Штернфельд, 1881—?), заключивших брак там же 18 апреля 1908 года.
С 5-летнего возраста учился музыке у Б. М. Рейнгбальд. В 1925 году окончил теоретические курсы Музыкально-драматического института им. Л. ван Бетховена (ныне Одесская национальная музыкальная академия имени А. В. Неждановой) у В. А. Золотарёва, а в 1928 году — дирижёрское отделение Ленинградской консерватории им. Н. А. Римского-Корсакова у Н. А. Малько.
В 1928—1937 годах — дирижёр в оперных и музыкальных театрах Ленинграда, Владивостока, Хабаровска, Куйбышева, Днепропетровска, в 1937—1944 — Горьковского театра оперы и балета им. А. Пушкина. Член ВКП(б) с 1940 года.
В 1945—1949 годах — главный дирижёр Новосибирского театра оперы и балета, затем Львовского театра оперы и балета им. С. А. Крушельницкой (1949—1951), Харьковского театра оперы и балета имени Н. В. Лысенко (1951—1952), Казахского театра оперы и балета им. Абая в Алма-Ате (1952—1955). Основной вклад внёс в становление оперного искусства в Челябинске (один из основателей и первый главный дирижёр Челябинского театра оперы и балета им. М. И. Глинки, 1955—1968) и Новосибирска, куда вернулся в 1968 году, вновь возглавив оркестр Новосибирского театра оперы и балета (до 1986), с 1986 по 1992 годы — дирижёр театра.
С 1968 года — в Новосибирской консерватории им. М. И. Глинки, где преподавал до конца жизни. С 1992 по 1998 годы — профессор кафедры дирижирования.
Исидор Зак умер 16 августа 1998 года (по другим источникам — 17 августа) в Новосибирске. Похоронен на Заельцовском кладбище Новосибирска.
«Целой эпохой в дирижировании, дирижёром-титаном» называл И. Зака певец В. Галузин, работавший с ним в начале своей оперной карьеры.

## Награды и звания
- Заслуженный артист РСФСР (1945)[8]
- Народный артист РСФСР (1959)[2]
- Народный артист СССР (1976)
- Сталинская премия второй степени (1948) — за дирижирование балетным спектаклем «Доктор Айболит» И. В. Морозова на сцене НГАТОБ
- Орден Ленина (1967)
- Медали.
- Почётный член-корреспондент Академии изящных искусств Франции (1981).

## Дирижёр-постановщик
Оперы
- 1943 — «Скупой рыцарь» С. В. Рахманинова
- 1945, 1969 — «Иван Сусанин» М. И. Глинки
- 1945, 1956 — «Кармен» Ж. Бизе
- 1946, 1958, 1969 — «Пиковая дама» П. И. Чайковского
- 1947 — «Севастопольцы» М. В. Коваля
- 1947 — «Великая дружба» В. И. Мурадели
- 1948, 1961, 1948 — «Аида» Дж. Верди
- 1948, 1974 — «Риголетто» Дж. Верди
- 1948, 1965 — «Борис Годунов» М. П. Мусоргского
- 1949, 1975 — «Царская невеста» Н. А. Римского-Корсакова
- 1950 — «Далибор» Б. Сметаны
- 1956 — «Дударай» Е. Г. Брусиловского
- 1956 — «Князь Игорь» А. П. Бородина
- 1957 — «Город юности» Г. М. Шантыря
- 1959, 1981 — «Травиата» Дж. Верди
- 1959 — «Овод» А. Э. Спадавеккиа
- 1959 — «Снегурочка» Н. А. Римского-Корсакова
- 1960 — «Русалка» А. С. Даргомыжского
- 1961 — «Руслан и Людмила» М. И. Глинки
- 1962 — «Тоска» Дж. Пуччини
- 1962 — «Украденное счастье» Ю. С. Мейтуса
- 1963 — «Брандербужцы в Чехии» Б. Сметаны
- 1963 — «Трубадур» Дж. Верди
- 1964 — «Золотой петушок» Н. А. Римского-Корсакова
- 1964 — «Гугеноты» Дж. Мейербера
- 1965 — «Два капитана» Г. М. Шантыря
- 1966 — «Каменный гость» А. С. Даргомыжского
- 1967 — «Любава» К. А. Кацман
- 1970 — «Севастополь» В. И. Рубина
- 1971 — «Садко» Н. А. Римского-Корсакова
- 1972 — «Любава» А. А. Спендиарова
- 1973 — «Флория Тоска» Дж. Пуччини
- 1974 — «Орлеанская дева» П. И. Чайковского
- 1975 — «Ночь перед Рождеством» Н. А. Римского-Корсакова
- 1976 — «Евгений Онегин» П. И. Чайковского
- 1977 — «Любовный напиток» Г. Доницетти
- 1978 — «Чародейка» П. И. Чайковского
- 1979 — «Кащей Бессмертный» Н. А. Римского-Корсакова
- 1980 — «Госпожа Бовари» Э. Бондевиля
- 1982 — «Мазепа» П. И. Чайковского
- 1982 — «Необычайное происшествие, или Ревизор» Г. Иванова
- 1984 — «Сельская честь» П. Масканьи
- 1985 — «Горячий снег» А. Н. Холминов
- 1986 — «Сказки Гофмана» Ж. Оффенбаха
- 1988 — «Мадам Баттерфляй» Дж. Пуччини
- 1990 — «Сказка о мёртвой царевне и о семи богатырях» В. В. Плешака

Балеты
- 1947 — «Доктор Айболит» И. В. Морозова
- 1963, 1972 — «Ромео и Джульетта» С. С. Прокофьева
- 1965 — «Золушка» С. С. Прокофьева
- 1966 — «Тринадцать роз» А. Бертрама
- 1976 — «Кармен-сюита» на музыку Ж. Бизе, оркестровка Р. К. Щедрина
- 1977 — «Ярославна» Б. И. Тищенко
- 1981 — «Гаянэ» А. И. Хачатуряна
- 1988 — «Хитрости любви» А. К. Глазунова

## Память
- С 2001 года в Челябинске проходит Международный фестиваль дирижёров имени И. Зака.
- В 2009 году в Новосибирске на доме, где жил композитор (улица Ленина, 18), установлена мемориальная доска.
- Концертный зал Новосибирского театра оперы и балета (современное название — «НОВАТ»), носит имя Исидора Зака. Открытие зала после реконструкции состоялось 2 декабря 2017 года.